# كوروليوف
كوروليوف (بالروسية: Королёв) هي إحدى مدن روسيا في الكيان الفدرالي الروسي موسكو أوبلاست.

## توأمة
لكوروليوف اتفاقيات توأمة مع:
- جوكوفسكي

## أعلام
- أندري تيخونوف
- إيليا كازاكوف
- يوري فوينوف